# Cuapetes calmani
Cuapetes calmani (Tattersall, 1921) è un gamberetto della famiglia Palaemonidae.

## Distribuzione e habitat
La specie è diffusa nell'Indo-Pacifico. La sua presenza nel mar Mediterraneo è stata segnalata una sola volta, nel 1924 in Egitto, ma non è più stata successivamente confermata.
Il suo habitat tipico sono le praterie di Halophila tra le mangrovie.